# 43751 Asam
43751 Asam este un asteroid din centura principală de asteroizi.

## Descriere
43751 Asam este un asteroid din centura principală de asteroizi. A fost descoperit pe 19 octombrie 1982 la Tautenburg de Freimut Börngen. El prezintă o orbită caracterizată de o semiaxă mare de 2,54 ua, o excentricitate de 0,23 și o înclinație de 2,0° în raport cu ecliptica.